# Paraseinura musicola
Paraseinura musicola is een rondwormensoort uit de familie van de Aphelenchoididae. De wetenschappelijke naam van de soort is voor het eerst geldig gepubliceerd in 1960 door Timm.